# Stockholms rådhus
Stockholms rådhus (pol. Ratusz w Sztokholmie) – budynek sądu rejonowego (Stockholms tingsrätt) położony przy Scheelegatan 7 w Sztokholmie. Został wzniesiony w latach 1911–1915 według projektu architekta Carla Westmana jako siedziba rady i sądu miejskiego pierwszej instancji (Stockholms rådhusrätt). Od 1 września 2009 jest siedzibą sądu pierwszej instancji Stockholms tingsrätt.
Gmach ratusza z potężną wieżą stanowi jeden z klasycznych przykładów szwedzkiego stylu narodowo-romantycznego.
21 kwietnia 1995 roku budynek zyskał status zabytku architektonicznego (szw. byggnadsminne) i znalazł się na liście Riksantikvarieämbetet pod nr 21300000010094.

## Historia
Poprzednikiem sztokholmskiego ratusza był przez 184 lata Bondeska Palatset, obecnie siedziba Sądu Najwyższego Szwecji (Högsta domstolen). Pałac został zbudowany w latach 1662–1673 dla Gustafa Bonde, barona i Naczelnika Skarbu Państwa (Riksskattmästare).
W roku 1874 został powołany komitet do wstępnego rozpatrzenia kwestii budowy nowego ratusza, ale porozumienia nie osiągnięto. Temat powracał jeszcze kilkakrotnie (1882, 1889 i 1894, 1902, na wniosek E. Uddenberga). Na początku XX wieku zamierzano zbudować gmach, który łączyłby funkcje ratusza i sądu. W 1902 roku postanowiono, że nowy ratusz zostanie zbudowany w kwartale Eldkvarnen, zgodnie z wnioskiem radnego R. Öhnella. Ogłoszony w 1903 roku konkurs wygrał architekt Ragnar Östberg, a w 1906 roku rada miasta podjęła decyzję o budowie ratusza według jego planów. Sytuacja jednak się zmieniła w 1907 roku, gdy pojawiła się konkurencyjna propozycja wybudowania ratusza w kwartale Fruktkorgen na wyspie Kungsholmen, według wniosku E. Uddenberga z lat 1894 i 1901. Rada Miasta postanowiła w 1908 roku skierować do realizacji obie propozycje. Ratusz miejski w kwartale Eldkvarnen miał powstać według projektu Östberga, natomiast ratusz w kwartale Fruktkorgen miał być zbudowany według projektu Carla Westmana, czołowego, obok Ragnara Östberga, przedstawiciela szkoły narodowego romantyzmu. Budowa rozpoczęła się w 1911 roku, a 1915 roku nowy ratusz oddano do użytku. Koszt jego budowy, szacowany początkowo na 3 271 000 koron wyniósł ostatecznie 2 488 850 koron.

## Architektura

### Wygląd zewnętrzny

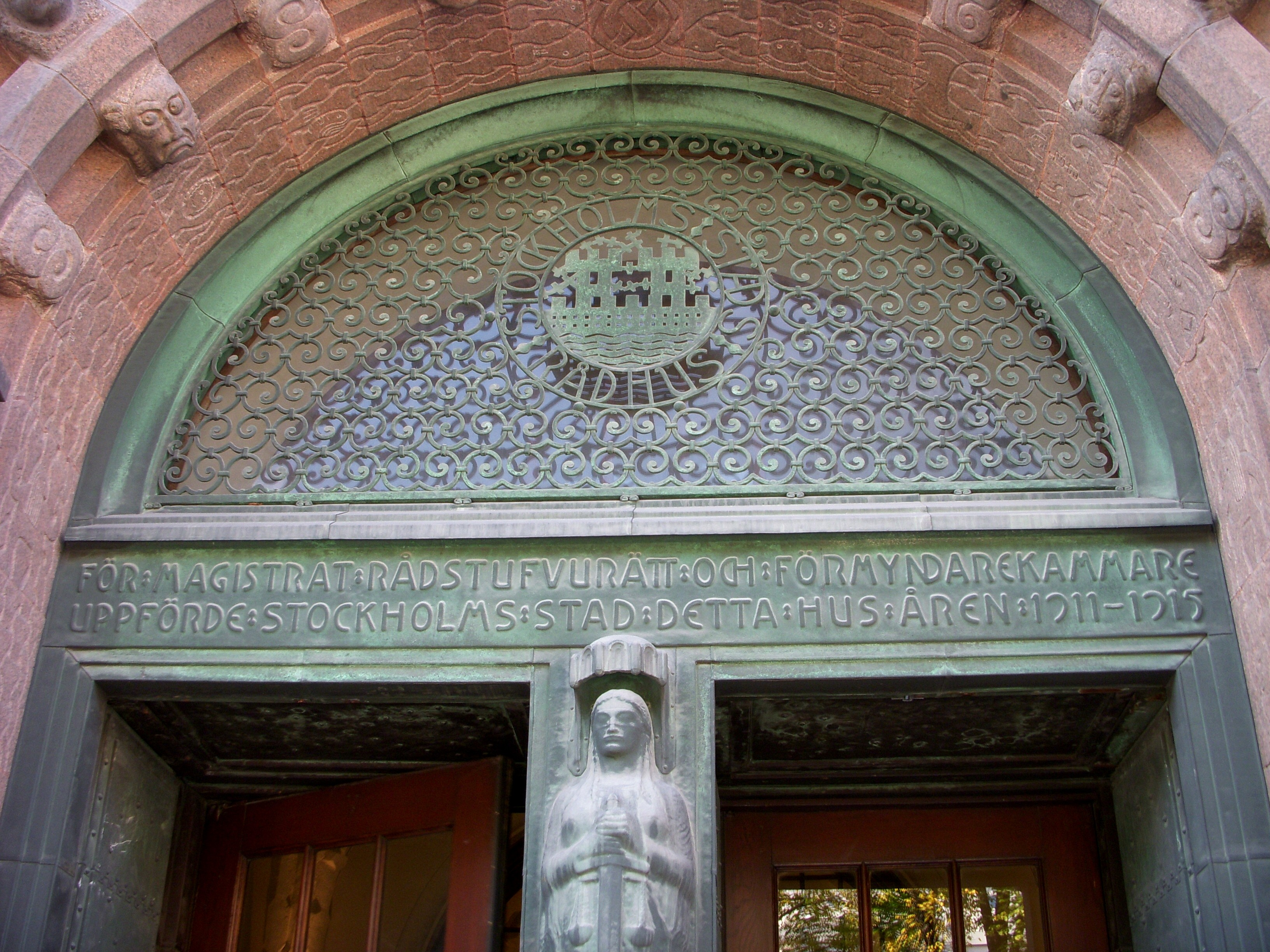
Portal od strony Scheelegatan

Ratusz stanowi kompleks dwóch wydłużonych budynków, połączonych ze sobą krótszymi odcinkami. Dłuższa fasada (od strony Scheelegatan) ma 131,6 m szerokości, a cały kompleks ma 53 m długości (w głąb działki). Utrzymany w stylu XVI-wiecznego renesansu Wazów masywny budynek nawiązuje formą do zamek w Vadstenie. Widać też w nim wpływ szkoły narodowo-romantycznej, natomiast w ukształtowaniu formalnym zaznaczył się wpływ secesji z jej dążeniem do jedności bryły.
Ratusz został zbudowany na fundamencie z czerwonawego granitu. Szeroka, potężna wieża, umieszczona centralnie, została zwieńczona niskim hełmem. Dach budynku pokryto dachówką, a ściany otynkowano. Dekoracja z zewnątrz jest oszczędna i ogranicza się do granitowych rzeźb i wykonanej z miedzi personifikacji Sprawiedliwości na portalu od strony Scheelegatan oraz popiersia św. Eryka na fasadzie wieży.
W latach 2007–2009 dokonano obszernej przebudowy i rozbudowy gmachu według projektu firmy architektonicznej Ahrbom & Partner. Wykonawcą robót było przedsiębiorstwo budowlane PEAB. W efekcie tych działań powierzchnia biurowa gmachu wzrosła o 9 000 m² do 24 000 m². Największa zmiana dotyczyła w dwóch dziedzińców wewnętrznych. Dobudowano jedno piętro a całość przekryto szklanym dachem. Wewnątrz umieszczono recepcję, pomieszczenie dla ochrony, poczekalnię i siedem nowych sal sądowych. W dachu budynku głównego przy Scheelegatan wstawiono nowe lukarny, wykonane według oryginalnych szkiców z 1909 roku.

### Wnętrze

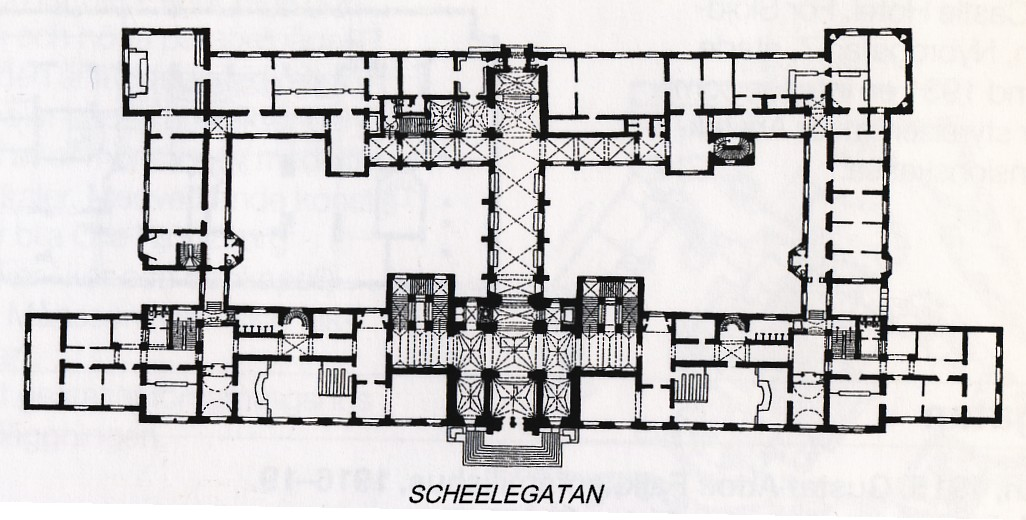
Plan budynku

Ratusz pod względem rozplanowania stanowi typowy i konwencjonalny budynek użyteczności publicznej. Składa się z dwóch biegnących równolegle długich części połączonych poprzecznymi łącznikami. Pomiędzy nimi znajdują się wewnętrzne dziedzińce. W każdej z części znajdują się symetrycznie rozmieszczone sale sadowe. Parter korytarza łączącego obie części ma bogato dekorowane sklepienie. Sale sądowe mają podniosły wygląd. Ich ściany zostały wyłożone boazerią a sufity zdobią kasetony, nawiązujące do sztuki renesansu.
Nad dekoracją gmachu pracowali rzeźbiarze Christian Eriksson oraz bracia Aron i Gustaw Sandberg. We wnętrzu znajdują się malowidła Olle Hjortzberga i Filipa Månssona. Na czwartym piętrze przy schodach stoi zrekonstruowana figura Kopparmatte, wieńcząca pręgierz, który kiedyś znajdował się pośrodku placu Stortorget na Starówce. Oryginalny pręgierz z figurą Kopparmatte znajduje się w zbiorach Stockholms stadsmuseum.